# Prepucijum
Prepucijum ili pokožica je dvoslojni kožni nabor muškog uda (penisa) koji prekriva i štiti njegov glavić i završni deo mokraćnog kanala. Sastoji od glatkog mišićnog tkiva, krvnih sudova, nerava, kože i sluzokože. Prepucijum je pokretna, prilično rastegljiva struktura koja deluje i kao prirodno mazivo glavića penisa. 
Prepucijum odraslih osoba se obično navlači preko glavića, da bi u uspravnom ili ukrućenom stanju prekrivao samo deo glavića u zavisnosti od dužine kožice. Prepucijum je pričvršćena za glavić na rođenju i uglavnom se ne može svući u ranom dečijem uzrastu. Nemogućnost da se povuče kožica u detinjstvu ne treba smatrati patološkim problemom ako nema drugih simptoma bolesti Skoro svi dečaci rođeni su sa uskom navučenom kožicom preko glavića koja je spojena sa glavićem. Ovo je normalno fiziološko razvojno stanje i nije razlog za zabrinutost. Neki se roditelji bespotrebno brinu da otvor nije dovoljno veliki, i nasilno 
prevlače kožicu, iako to nikada ne sme biti forsirano. Prepucijum je biti spreman za povlačenje kada za to fizički razvoj deteta dozvoli, jer prema dosadašnjim istraživanjima ne postoji „pravo”  doba za njegovo povlačenje.
Uzak neprelazni prepucijum kod dečaka je unutar normalnog raspona razvoja i obično ne izaziva probleme. Prepucijum se obično spontano proširuje sve dok ne dobije potpuno sposobnost za povlačenje. Otprilike to se kod 50-60% dečaka dešava oko desete godine.
Ako uski ili nepovlačivi prepucijum postane problem, na raspolaganju je širok izbor konzervativnih ili alternativnih tretmana obrezivanja. Obrezivanje treba smatrati zastarelom, radikalnom i traumatičnom intervencijom, koja je nesrazmerna i nepotrebna kod manjih problema sa prevlačenjem prepucijuma.
Međutim prepucijum može biti izmenjen u nekim patološkim stanjima, koja su retka i lako se leče. U nekim slučajevima, posebno kod hroničnih stanja, lečenje može da uključi i obrezivanje, postupak u kome se prepucijum delimično ili u potpunosti uklanja.

## Anatomija i fiziologija
Spoljašnja kožica prepucijuma koja je nastavak kože tela penisa, za razliku od nje, sa unutrašnje strane je obložena mukoznom membranom poput unutrašnjosti očnih kapke ili usta. Mukokutana zona nastaje tamo gde se spajaju spoljašnji i unutrašnji deo prepucijuma. Prepucijum je jako bogat nervima koji su najbrojniji na vrhu glavića. Kao i očni kapak, prepucijum se slobodno kreće nakon što se odvoji od glavića, što se obično događa pre ili tokom puberteta, kada se naglo povećava procenat dečaka koji mogu spontano i u potpunosti prevući prepucijum preko glavića.
Prepucijum je pričvršćena za glavić pomoću frenuluma, visoko vaskularizovanog tkiva penisa —  koje formira vezu između spoljašnjeg i unutrašnjeg sloja prepucijuma. Kada penis nije ukrućen, frenulum se zateže da bi suzio otvor prepucijuma.
Ljudski prepucijum sadrži omotač od mišićnog tkiva odmah ispod kože, prvobitno poznat kao peripenični mišić, a danas nosi i naziv dartos fascia. Većina ovog tkiva nalazi se u prepucijumu. Elastična vlakna koja se nalaze u fasciji dartos, formiraju vijugav vrh na prepucijumu. Kovrdžava vlakana deluje kao sfinkter kod novorođenčadi, koji se otvara kako bi se omogućio prolazak mokraće, i zatvara kako bi zaštitio glavić penisa od stranih materija i nečistoća. Dartos fascia je osetljiva na temperaturu i širi se ili smanjuje tokom promene temperature. Dartos fascia je labavo povezana sa osnovnim tkivom, tako da omogućava pokretljivosti i elastičnosti kože penisa. 
Prema histološkim nalazima Britanskog udruženja uroloških hirurga zasnovanih na istraživanju sprovedenom na obdukciji 22 prepucijuma, „prepucijum ma veliku i važnu ulogu, kao erogena zona jer je bogat nervnim završecima i erogenim tkivom“.
Langerhansove ćelije, koje su nezrele dendritične ćelije, nalaze se u svim oblastima epitela penisa, a najviše na unutrašnjoj površini prepucijuma.
Prepucija obično pokriva glavicu kada penis nije ukrućen (gornja slika), ali se uglavnom povlači nakon erekcije (donje slika). Pokrivanje glavice u ukrućenom i uspravnom stanju varira u zavisnosti od dužine kožice. Prepucijum ima brojne funkcije koje uključuju:
- održavanje glavića vlažnim (subprepupucijalna vlažnost meša sa pilingom kože i formira smegmu).
- zaštitu penisa, npr.kod odojčadi od amonijaka i izmeta u pelenama, što smanjuje učestalost pojave meatalne stenoze i nastavlja da štiti glavić i odraslu osobu od abrazije i trauma tokom života.
- jačanje seksualnog zadovoljstva usled prisustva nervnih receptora“.

Prepucija pomaže i da se obezbedi dovoljno kože tokom erekcije.
U tehničkom izveštaju Američke akademije za pedijatriju iz 2012. godine o obrezivanju, utvrđeno je da prepucijum ima tendenciju da luči mikroorganizme koji mogu dovesti do infekcije mokraćnih puteva kod novorođenčadi i/ili mogu uticati na prenos seksualno prenosivih infekcija kod odraslih.

### Razvoj prepucijuma kod dece
Rast i sazrevanje penisa mogu trajati godinama nakon rođenja – i individualnog je trajanja za svakog dečaka, tako da se sazrevanje prepucijuma nastavlja i nakon puberteta.

Gotovo svi dečaci su rođeni sa uskim prepucijumom koji je spojen sa glavićem. To je normalno fiziološko stanje i nije razlog za zabrinutost roditelja da otvor prepucijuma nije dovoljno veliki. U trenutku rođenja, polni organi su na vrlo nezrelom nivou razvoja, tako da njihov rast i razvoj traje počev od rođenja preko puberteta sve do odraslog doba. Prema tome izgled penisa u najranijem detinjstvu nije pokazatelj izgleda penisa u odraslom dobu. Polni razvoj nakon puberteta donosi brojne promene, koje uključuju i mogućnost potpunog prevlačenja prepucijuma preko glavića (vidi sliku). 
Krajem 1940-tih godina britanski pedijatar Gairdner je posmatrao 100 novorođenčadi i otprilike 200 dečaka različitog uzrasta (do 5 godina starosti) i tom prilikom je otkrio: (vidi tabelu):
| Uzrast    | Mogućnost prevlačenja prepucijuma |
| --------- | --------------------------------- |
| Rođenje   | 4%                                |
| 1. godina | 50%                               |
| 2. godina | 75%                               |
| 3. godina | 90%                               |
| 4. godina | 91%                               |
| 5. godina | 92%                               |

Danas se zna da su brojke koje pokazuju procenat dečaka čiji se prepucijum mogao prevući preko glavića u Gairdnerovoj tabeli (koja datira iz 1940-ih godina) previsoke. Nažalost, mnogi lekari i danas koriste te zastarele informacije, što dovodi do pogrešnog dijagnostikovanja fimoze kod zdravih dečaka i dovodi do nepotrebnih intervencija.
Kasnije studije su pokazale da samo 40-50% dečaka uzrasta od 10 godina može u potpunosti prevući prepucijum preko glavića.
Danski pedijatar Jakob Øster među prvima je proučavao i dokumentirao razvoj prepucijuma nakon 5. godine života deteta i u radu koji je objavio 1968. godine naveo je sledeće podatke:
| Uzrast | Fimoza | Sužen prepucijum | Prepucijum nije potpuno odvojen | Procenat dečaka kod kojih nije moguće potpuno prevlačenje kožice | Procenat dečaka kod kojih je moguće potpuno prevlačenje kožice |
| ------ | ------ | ---------------- | ------------------------------- | ---------------------------------------------------------------- | -------------------------------------------------------------- |
| 6-7    | 8%     | 6%               | 63%                             | 77%                                                              | 23%                                                            |
| 8-9    | 6%     | 2%               | 58%                             | 66%                                                              | 34%                                                            |
| 10-11  | 6%     | 2%               | 48%                             | 56%                                                              | 44%                                                            |
| 12-13  | 3%     | 3%               | 34%                             | 40%                                                              | 60%                                                            |
| 14-15  | 1%     | 1%               | 13%                             | 15%                                                              | 85%                                                            |
| 16-17  | 1%     | 1%               | 3%                              | 5%                                                               | 95%                                                            |

Østerovi podaci pobili su Gairdnerove tvrdnje da je potpuno prevlačenje kožice moguće kod 90% petogodišnjih dečaka, jer je on otkrio da se prepucijum može u potpunosti prevući u 90% slučajeva tek u dobi od otprilike 16 godina. 
Sva dalja istraživanja su ukazala na netačnost Gairdnerove tvrdnje, i pokazala da je Østerova tvrdnja zapravo ona koja ima težinu.

## Održavanje prepucijuma
Higijena prepucijuma,  pogotovu neretraktibilnog je jednostavna i ne zahteva ništa van uobičajene higijene i nege bilo kog drugog dela dečje kože ili kose! Ne postoje posebni higijenski zahtevi niti manipulacije! Nikada ne treba činiti pokušaj da se neprirodno i snažnije prevuče prepucijum – jer genitalna higijena kod dece ne zahteva retrakciju ili bilo kakve specijalne manipulacije, poput upotrebe instrumentarijuma (štapići za uši!), antiseptika itd. Voda i sapun su dovoljni!, u sklopu dnevne higijena neretraktibilnog prepucijuma kod deteta. Slično važi i za retraktibilan prepucijum. Povlačenje može ozbiljno da naškodi penisu jer boli, krvari, pravi ožiljke, čak pojačava adhezije i dovede do stenoze meatusa i / ili pojave sekundarne (stečene) fimoze. Tek nešto kasnije, retrakcija penisa postaje sastavni deo svakodnevne celovite higijene deteta. Kao medicinska opravdanja obično se navode prevencija infekcije, higijenski razlozi, prevencija fimoze čak i prevencija karcinoma penisa), ali njih zapravo nema. Eksterna dnevna higijena neretraktibilnog prepucijuma i u početku ne baš svakodnevna (docnije da) retraktibilnog je sve što je treba, sprovoditi u dečijem uzrastu.
Glans i prepucijum se razvijaju kao jedinstvena struktura, a separacija a time i posledična retraktibilnost su izuzetno retko prisutni u prvim godinama života deteta. Separacija prepucijuma postepeno evoluira te je ne treba forsirati. Kada će se dogoditi, zavisi od deteta do deteta. Pa tako kod nekog deteta može nastati i pre rođenja (teoretski), neposredno po rođenju ili u prvim mesecima života (što je uglavnom retko), ili u najvećem broju slučajeva godinama po rođenju (što je normalno). Iako će se mnogi prepucijumi potpuno retrahovati do pete godine života deteta, ne treba ih ozbiljno shvatiti ni kasnije. 

## Literatura
- Esposito, C.; Savanelli, A.; Escolino, M.; Giurin, I.; Iaquinto, M.; Alicchio, F.; Roberti, A.; Settimi, A. (2014). „Preputioplasty associated with urethroplasty for correction of distal hypospadias: A prospective study and proposition of a new objective scoring system for evaluation of esthetic and functional outcome”. Journal of Pediatric Urology. 10 (2): 294—9. PMID 24145174. doi:10.1016/j.jpurol.2013.09.003..
- Bhat A, Gandhi A, Saxena G, Choudhary GR. (2010). „Preputial reconstruction and tubularized incised plate urethroplasty in proximal hypospadias with ventral penile curvature”. Indian Journal of Urology. 26 (4): 507—10. PMC 3034057 . PMID 21369381. doi:10.4103/0970-1591.74442 ..
- Taylor, J. R.; Lockwood, A. P.; Taylor, A. J. (1996). „The prepuce: Specialized mucosa of the penis and its loss to circumcision”. British Journal of Urology. 77 (2): 291—5. PMID 8800902. doi:10.1046/j.1464-410X.1996.85023.x..
- Jefferson, G. (1916). „The peripenic muscle; Some observations on the anatomy of phimosis”. Surgery, Gynecology, and Obstetrics (Chicago). 23 (2): 177—181..
- Deibert, GA. (1933). „The separation of the prepuce in the human penis”. Anat Rec. 57 (4): 387—399. S2CID 85307653. doi:10.1002/ar.1090570409..
- Hunter, R. H. (1935). „Notes on the development of the prepuce”. J Anat. 70 (1): 68—75..
- Gairdner D. (1949). „The fate of the foreskin.”. Brit Med J. 2 (4642): 1433—7. PMC 2051968 . PMID 15408299. doi:10.1136/bmj.2.4642.1433..
- Spence J. (1964). „On Circumcision”. Lancet. 2: 902..
- Øster J. Further Fate of the Foreskin: Incidence of Preputial Adhesions, Phimosis, and Smegma among Danish Schoolboys. Arch Dis Child, April 1968. p. 200-202.
- Wright, Joyce (септембар 1970). „Nature's assurance that the uncircumcised glans penis will function smoothly is provided by smegma”. Sexology (New York). 37 (2): 50—53..
- Grogono, E. B. (1979). „The case against circumcision”. BMJ. 1: 1423..
- Lakshmanan, S.; Prakash, S. (1980). „Human prepuce: Some aspects of structure and function”. Indian Journal of Surgery. 44: 134—7..
- Osborn LM. Metcalf TJ, Mariani EM. (1981). „Hygienic care in uncircumcised infants”. Pediatrics. 67 (3): 365—7. PMID 7243473. S2CID 22156153. doi:10.1542/peds.67.3.365..
- Catzel P. (13. 11. 1982). „The normal foreskin in the young child. (letter)”. S Afr Mediense Tysskrif [South Afr Med J]. 62: 751..
- Wright, J. E. (7. 2. 1994). „Further to "the further fate of the foreskin": Update on the natural history of the foreskin”. Medical Journal of Australia. 160 (3): 134—135. PMID 8295581. doi:10.5694/j.1326-5377.1994.tb126559.x.
- Kayaba, Hiroyuki; Tamura, Hiromi; Kitajima, Seiichi; Fujiwara, Yoshiyuki; Kato, Tetsuo; Kato, Tetsuo (1996). „Analysis of shape and retractability of the prepuce in 603 Japanese boys”. Journal of Urology. 156 (5): 1813—1815. PMID 8863623. doi:10.1016/S0022-5347(01)65544-7..
- Imamura, E. (1997). „Phimosis of infants and young children in Japan”. Acta Paediatr Jpn. 39 (4): 403—5. PMID 9316279. S2CID 19407331. doi:10.1111/j.1442-200X.1997.tb03605.x..
- Cold, C. J.; Taylor, J. R. (1999). „The prepuce”. BJU Int. 83 (Suppl 1): 34—44..
- Morales Concepción, J. C.; Cordiés Jackson, E.; Guerra Rodríguez, M.; Mora Casacó, B.; Morales Aranegui, A.; González Fernández, P. (2002). „Should circumcision be performed in childhood?”. Arch Esp Urol. 55 (7): 807—11. PMID 12380309..
- Hill, George (2003). „Circumcision for phimosis and other medical indications in Western Australian boys”. Medical Journal of Australia. 178 (11): 587. doi:10.5694/j.1326-5377.2003.tb05367.x.
- Fischer-Klein, Ch.; Rauchenwald, M. (2004). „Triple incision to treat phimosis in children: An alternative to circumcision?”. BJU Int. 93 (4): 459—462. doi:10.1046/j.1464-410x.2003.04354.x..
- Ishikawa, E.; Kawakita, M. (2004). „Preputial development in Japanese boys”. Hinyokika Kiyo. 50 (5): 305—8. PMID 15237481..
- Babu, R.; Harrison, S. K.; Hutton, K. A. (2004). „Ballooning of the foreskin and physiological phimosis: is there any objective evidence of obstructed voiding?”. BJU Int. 94 (3): 384—7. PMID 15291873. S2CID 32118768. doi:10.1111/j.1464-410X.2004.04935.x..
- Thorvaldsen, M. A.; Meyhoff, H. (2005). „Patologisk eller fysiologisk fimose?”. Ugeskr Læger. 167 (17): 1858—62..
- Mohta, Anup; Anand, Riteshk; Agarwal, Abhinav (2005). „Preputial retraction in children”. J Indian Assoc Pediatr Surg. 10 (2): 89—91. doi:10.4103/0971-9261.16468 ..
- Ko, M. C.; Liu, C. K.; Lee, W. K.; Jeng, H. S.; Chiang, H. S.; Li, C. Y. (2007). „Age-specific prevalence rates of phimosis and circumcision in Taiwanese boys”. J Formos Med Assoc. 106 (4): 302—7. PMID 17475607. doi:10.1016/S0929-6646(09)60256-4..

## Spoljašnje veze
|  | Molimo Vas, obratite pažnju na važno upozorenje u vezi sa temama iz oblasti medicine (zdravlja). |